# Smells Like Teen Spirit
Smells Like Teen Spirit je zřejmě nejznámější píseň grungeové skupiny Nirvana. Také díky chytlavému riffu se stala velmi oblíbenou. Poprvé se začala vysílat na MTV a v rádiu roku 1991. Fanoušci si pak začali pořizovat nové album Nirvany Nevermind. Cobain proto začal tento song nenávidět. Na jednom koncertu Nirvany hraje píseň také Michael Balzary z Red Hot Chili Peppers na trumpetu jako host. Spolu s Novoselicem všem tvrdili, že největší hit na Nevermind je „Lithium“, ale fanoušci většinou stále měli raději „Smells Like Teen Spirit“. Pronikla na první místo hitparád v Belgii, Irsku, Novém Zélandu, Španělsku a Francii.

## Vznik
Samotný riff byl nejspíš vymyšlen jako zkomolenina „More Than A Feeling“ skupiny Boston, důkazem by mohlo být to, že když už Teen Spirit Kurta štval, zkombinoval jeho riff s riffem „More Than A Feeling“ při koncertě na Reading Festivalu roku 1992. Everett True si je ve své knize Nirvana – Pravdivý příběh inspirací Bostonem jistý. Název „Smells Like Teen Spirit“ je odvozen od nápisu na stěně, který při párty členů Nirvany a Bikini Kill na zeď nastříkala Kathleen Hanna: „Kurt smells like teen spirit“, což je doslova „Kurt voní jako náctiletá duše“. Narážela tím na deodorant Teen Spirit, který používala Cobainova přítelkyně Tobi Vail. Text má vyjadřovat Kurtovy pocity, když byl náctiletým. Oficiální text nebyl nikdy uveřejněn – vychází se tedy pouze z odposlechu. Původní melodii zpěvu prý Cobain musel upravit, aby nešlo poznat jak moc je inspirována Pixies. Na skladbě se údajně, více než na ostatních skladbách, podíleli také Krist Novoselic a Dave Grohl.